# 2014-es WTCC kínai nagydíj (Peking)
A 2014-es WTCC kínai nagydíj (Peking) volt a 2014-es túraautó-világbajnokság kilencedik fordulója. 2014. október 5-én rendezték meg a Goldenport Park Circuit-n, Pekingben.

## Időmérő
| Poz.                                                    | #  | Versenyző          | Csapat                   | Autó                    | Kat. | 1. rész  | 2. rész  | 3. rész  | Kör | Pont |
| ------------------------------------------------------- | -- | ------------------ | ------------------------ | ----------------------- | ---- | -------- | -------- | -------- | --- | ---- |
| 1                                                       | 3  | Tom Chilton        | ROAL Motorsport          | Chevrolet RML Cruze TC1 | TC1  | 1:04,887 | 1:04,524 | 1:04,321 | 19  | 5    |
| 2                                                       | 2  | Gabriele Tarquini  | Castrol Honda WTC Team   | Honda Civic WTCC        | TC1  | 1:05,177 | 1:04,373 | 1:04,353 | 22  | 4    |
| 3                                                       | 1  | Yvan Muller        | Citroën Total WTCC       | Citroën C-Elysée WTCC   | TC1  | 1:04,953 | 1:04,356 | 1:04,411 | 21  | 3    |
| 4                                                       | 37 | José María López   | Citroën Total WTCC       | Citroën C-Elysée WTCC   | TC1  | 1:05,166 | 1:04,081 | 1:04,776 | 21  | 2    |
| 5                                                       | 10 | Gianni Morbidelli  | Münnich Motorsport       | Chevrolet RML Cruze TC1 | TC1  | 1:05,316 | 1:04,486 | 1:04,840 | 19  | 1    |
| 6                                                       | 5  | Michelisz Norbert  | Zengő Motorsport         | Honda Civic WTCC        | TC1  | 1:05,017 | 1:04,788 |          | 22  |      |
| 7                                                       | 9  | Sébastien Loeb     | Citroën Total WTCC       | Citroën C-Elysée WTCC   | TC1  | 1:04,972 | 1:04,872 |          | 17  |      |
| 8                                                       | 11 | James Thompson     | Lada Sport Lukoil        | Lada Granta 1.6T        | TC1  | 1:05,553 | 1:04,937 |          | 17  |      |
| 9                                                       | 4  | Tom Coronel        | ROAL Motorsport          | Chevrolet RML Cruze TC1 | TC1  | 1:05,574 | 1:04,937 |          | 20  |      |
| 10                                                      | 12 | Robert Huff        | Lada Sport Lukoil        | Lada Granta 1.6T        | TC1  | 1:05,588 | 1:05,019 |          | 7   |      |
| 11                                                      | 18 | Tiago Monteiro     | Castrol Honda WTC Team   | Honda Civic WTCC        | TC1  | 1:04,884 | 1:05,152 |          | 17  |      |
| 12                                                      | 7  | Hugo Valente       | Campos Racing            | Chevrolet RML Cruze TC1 | TC1  | 1:05,440 | 1:05,428 |          | 19  |      |
| 13                                                      | 25 | Mehdi Bennani      | Proteam Racing           | Honda Civic WTCC        | TC1  | 1:05,663 |          |          | 14  |      |
| 14                                                      | 33 | Ma Csing-hua       | Citroën Total WTCC       | Citroën C-Elysée WTCC   | TC1  | 1:05,874 |          |          | 12  |      |
| 15                                                      | 14 | Mikhail Kozlovskiy | Lada Sport Lukoil        | Lada Granta 1.6T        | TC1  | 1:06,069 |          |          | 13  |      |
| 16                                                      | 98 | Dušan Borković     | Campos Racing            | Chevrolet RML Cruze TC1 | TC1  | 1:06,147 |          |          | 10  |      |
| 17                                                      | 77 | René Münnich       | Münnich Motorsport       | Chevrolet RML Cruze TC1 | TC1  | 1:06,210 |          |          | 14  |      |
| 18                                                      | 6  | Franz Engstler     | Liqui Moly Team Engstler | BMW 320 TC              | TC2  | 1:08,028 |          |          | 7   |      |
| 19                                                      | 27 | John Filippi       | Campos Racing            | SEAT León WTCC          | TC2  | 1:08,693 |          |          | 9   |      |
| 20                                                      | 80 | Michael Soong      | Campos Racing            | SEAT León WTCC          | TC2  | 1:11,443 |          |          | 7   |      |
| Kvalifikációs időlimit: 1:09,425 (TC1) / 1:12,789 (TC2) |    |                    |                          |                         |      |          |          |          |     |      |
|                                                         | 26 | Filipe de Souza    | Liqui Moly Team Engstler | BMW 320 TC              | TC2  |          |          |          | 1   |      |

## Első futam
| Poz. | #  | Versenyző          | Csapat                   | Autó                    | Kat. | Futott kör | Idő/Kiesés oka | Rajthely | Pont |
| ---- | -- | ------------------ | ------------------------ | ----------------------- | ---- | ---------- | -------------- | -------- | ---- |
| 1    | 3  | Tom Chilton        | ROAL Motorsport          | Chevrolet RML Cruze TC1 | TC1  | 28         | 35:44.890      | 1        | 25   |
| 2    | 1  | Yvan Muller        | Citroën Total WTCC       | Citroën C-Elysée WTCC   | TC1  | 28         | +2,493         | 3        | 18   |
| 3    | 37 | José María López   | Citroën Total WTCC       | Citroën C-Elysée WTCC   | TC1  | 28         | +5,132         | 4        | 15   |
| 4    | 10 | Gianni Morbidelli  | Münnich Motorsport       | Chevrolet RML Cruze TC1 | TC1  | 28         | +10,473        | 5        | 12   |
| 5    | 9  | Sébastien Loeb     | Citroën Total WTCC       | Citroën C-Elysée WTCC   | TC1  | 28         | +14,455        | 7        | 10   |
| 6    | 5  | Michelisz Norbert  | Zengő Motorsport         | Honda Civic WTCC        | TC1  | 28         | +17,238        | 6        | 8    |
| 7    | 11 | James Thompson     | Lada Sport Lukoil        | Lada Granta 1.6T        | TC1  | 28         | +18,338        | 8        | 6    |
| 8    | 12 | Robert Huff        | Lada Sport Lukoil        | Lada Granta 1.6T        | TC1  | 28         | +19,104        | 10       | 4    |
| 9    | 25 | Mehdi Bennani      | Proteam Racing           | Honda Civic WTCC        | TC1  | 28         | +37,966        | 13       | 2    |
| 10   | 6  | Franz Engstler     | Liqui Moly Team Engstler | BMW 320 TC              | TC2  | 28         | +54,871        | 18       | 1    |
| 11   | 14 | Mikhail Kozlovskiy | Lada Sport Lukoil        | Lada Granta 1.6T        | TC1  | 27         | +1 kör         | 15       |      |
| 12   | 7  | Hugo Valente       | Campos Racing            | Chevrolet RML Cruze TC1 | TC1  | 27         | +1 kör         | 12       |      |
| 13   | 27 | John Filippi       | Campos Racing            | SEAT León WTCC          | TC2  | 26         | +2 kör         | 19       |      |
| 14   | 26 | Filipe de Souza    | Liqui Moly Team Engstler | BMW 320 TC              | TC2  | 25         | +3 kör         | 20       |      |
| 15   | 33 | Ma Csing-hua       | Citroën Total WTCC       | Citroën C-Elysée WTCC   | TC1  | 24         | +4 kör         | 14       |      |
| 16   | 2  | Gabriele Tarquini  | Castrol Honda WTC Team   | Honda Civic WTCC        | TC1  | 24         | +4 kör         | 2        |      |
| 17   | 4  | Tom Coronel        | ROAL Motorsport          | Chevrolet RML Cruze TC1 | TC1  | 22         | +6 kör         | 9        |      |
| Ki   | 18 | Tiago Monteiro     | Castrol Honda WTC Team   | Honda Civic WTCC        | TC1  | 13         |                | 11       |      |
| Ki   | 98 | Dušan Borković     | Campos Racing            | Chevrolet RML Cruze TC1 | TC1  | 1          |                | 16       |      |
| Ki   | 77 | René Münnich       | Münnich Motorsport       | Chevrolet RML Cruze TC1 | TC1  | 1          |                | 17       |      |
| Ni   | 80 | Michael Soong      | Campos Racing            | SEAT León WTCC          | TC2  |            |                |          |      |

## Második futam
| Poz. | #  | Versenyző          | Csapat                   | Autó                    | Kat. | Futott kör | Idő/Kiesés oka | Rajthely | Pont |
| ---- | -- | ------------------ | ------------------------ | ----------------------- | ---- | ---------- | -------------- | -------- | ---- |
| 1    | 12 | Robert Huff        | Lada Sport Lukoil        | Lada Granta 1.6T        | TC1  | 26         | 28:52,502      | 1        | 25   |
| 2    | 4  | Tom Coronel        | ROAL Motorsport          | Chevrolet RML Cruze TC1 | TC1  | 26         | +0,766         | 2        | 18   |
| 3    | 9  | Sébastien Loeb     | Citroën Total WTCC       | Citroën C-Elysée WTCC   | TC1  | 26         | +3,072         | 4        | 15   |
| 4    | 37 | José María López   | Citroën Total WTCC       | Citroën C-Elysée WTCC   | TC1  | 26         | +3,102         | 7        | 12   |
| 5    | 5  | Michelisz Norbert  | Zengő Motorsport         | Honda Civic WTCC        | TC1  | 26         | +8,673         | 5        | 10   |
| 6    | 11 | James Thompson     | Lada Sport Lukoil        | Lada Granta 1.6T        | TC1  | 26         | +9,938         | 3        | 8    |
| 7    | 10 | Gianni Morbidelli  | Münnich Motorsport       | Chevrolet RML Cruze TC1 | TC1  | 26         | +11,111        | 6        | 6    |
| 8    | 3  | Tom Chilton        | ROAL Motorsport          | Chevrolet RML Cruze TC1 | TC1  | 26         | +11,553        | 10       | 4    |
| 9    | 1  | Yvan Muller        | Citroën Total WTCC       | Citroën C-Elysée WTCC   | TC1  | 26         | +12,463        | 8        | 2    |
| 10   | 2  | Gabriele Tarquini  | Castrol Honda WTC Team   | Honda Civic WTCC        | TC1  | 26         | +12,805        | 9        | 1    |
| 11   | 7  | Hugo Valente       | Campos Racing            | Chevrolet RML Cruze TC1 | TC1  | 26         | +19,571        | 11       |      |
| 12   | 33 | Ma Csing-hua       | Citroën Total WTCC       | Citroën C-Elysée WTCC   | TC1  | 26         | +21,714        | 13       |      |
| 13   | 18 | Tiago Monteiro     | Castrol Honda WTC Team   | Honda Civic WTCC        | TC1  | 26         | +24,261        | 18       |      |
| 14   | 6  | Franz Engstler     | Liqui Moly Team Engstler | BMW 320 TC              | TC2  | 25         | +1 kör         | 15       |      |
| 15   | 27 | John Filippi       | Campos Racing            | SEAT León WTCC          | TC2  | 25         | +1 kör         | 16       |      |
| Ki   | 25 | Mehdi Bennani      | Proteam Racing           | Honda Civic WTCC        | TC1  | 6          |                | 12       |      |
| Ki   | 26 | Filipe de Souza    | Liqui Moly Team Engstler | BMW 320 TC              | TC2  | 2          |                | 17       |      |
| Ni   | 14 | Mikhail Kozlovskiy | Lada Sport Lukoil        | Lada Granta 1.6T        | TC1  |            |                | 14       |      |
| Ni   | 98 | Dušan Borković     | Campos Racing            | Chevrolet RML Cruze TC1 | TC1  |            |                | 19       |      |
| Ni   | 77 | René Münnich       | Münnich Motorsport       | Chevrolet RML Cruze TC1 | TC1  |            |                |          |      |
| Ni   | 80 | Michael Soong      | Campos Racing            | SEAT León WTCC          | TC2  |            |                |          |      |